# 楊継宗

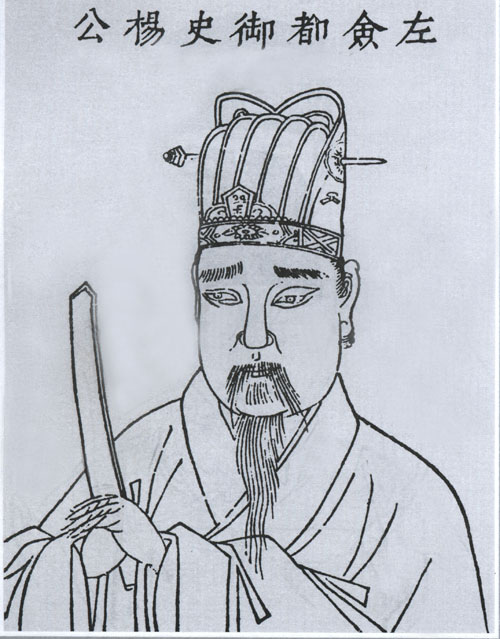
楊継宗

楊 継宗（よう けいそう、1426年 - 1488年）は、明代の官僚。字は承芳、号は直斎。本貫は沢州陽城県。

## 生涯
1457年（天順元年）、進士に及第した。刑部観政をつとめた。1459年（天順3年）、刑部貴州司主事に任じられた。1462年（天順6年）、承徳郎の位に進んだ。
1465年（成化元年）、王翺の推薦により、継宗は嘉興府知府に抜擢された。父が死去したため、辞職して喪に服した。1478年（成化14年）、喪が明けると、浙江按察使に転じた。
1481年（成化17年）、母が死去したため、継宗は辞職して喪に服した。1484年（成化20年）、喪が明けると、継宗は右副都御史となり、順天巡撫をつとめた。1485年（成化21年）、天文に異変があり、成化帝が群臣に時政への意見を求めると、継宗は宦官や文武諸臣の貪婪暴虐のさまを指弾し、地方に出向している宦官を召還するよう請願した。このため権貴に憎まれ、雲南按察司副使に左遷された。
1487年（成化23年）、弘治帝が即位すると、継宗は湖広按察使に転じた。1488年（弘治元年）4月、左僉都御史となり、雲南巡撫をつとめた。10月、死去した。享年は63。1621年（天啓元年）、貞粛と諡された。

## 人物・逸話
- 継宗が刑部にいたとき、囚人の多くが疫病にかかり、死者も発生した。継宗は囚人の飲食を見直し、三日に一度入浴させることにして、その多くの命を助けた。
- 河間で盗人が捕らえられ、里民の張文と郭礼が北京に護送することとなったが、盗人に逃げられてしまった。張文は「われらふたりは死罪に相当しよう。おまえの母は老いており、兄弟も少ない。わたしが盗人の代わりをするから、おまえの母子の命を全うしてくれ」と郭礼にいった。郭礼は泣いて謝り、これに従った。張文は桎梏をつけて刑部に出頭したが、継宗は張文が盗人ではないと見抜いて弁護し、釈放させた。
- 継宗が知府となると、上官に会うには必ず繡服を着て拝謁し、吏部の役人に会うにもそのようにした。ある人がそれはいけないと言ったが、継宗は「これは朝廷の法服である。これを着ないで、いつ着るのか」と笑っていった。
- 継宗は嘉興府で大いに社学を興し、民間の子弟で8歳になっても就学していない者があれば、その父兄を罰した。また学官を賓客の礼で遇した。
- 御史の孔儒が軍の粛正を担当すると、里老の多くが孔儒に鞭打たれて死んだ。継宗は「御史に鞭打たれて死んだ者がいれば、府を訪れて名前を報告せよ」と立札に掲示した。孔儒はこれに怒った。継宗は孔儒に会うと、「公の仕事は不正や弊害を暴いて、官吏を懲戒することです。民戸の帳簿を調べるようなことは御史の仕事ではありません」といった。孔儒は反論できず、継宗を憎んだ。孔儒は嘉興府の役所に突入して、継宗の荷物を暴いたが、粗末な衣服が数枚あるばかりだった。孔儒は恥じ入って引き下がった。
- 成化帝が「朝覲の官で誰が清廉だろうか」と汪直に訊ねると、汪直は「天下で金銭を愛していないのは、ただ楊継宗ひとりだけです」と答えた。
- 継宗が浙江按察のとき、倉官10人あまりが食糧を不足させた罪で獄に繋がれ、子女を売って補償することになった。継宗はこれを許したいと考えたが、口実がなかった。ある日、官吏の月給の食糧が送られてきたので、継宗が部下に命じて計量させたところ、本来の数量を超えていた。他の役所でもやはり本来より多かった。継宗は倉吏が食糧を不足させた理由を悟って、事実を奏聞しようとした。官吏たちは恐れて、俸給を献納して補償に代えたいと継宗に願い出た。このため10人の倉官は釈放された。
- 継宗はたびたび宦官の張慶と衝突した。張慶の兄の張敏は司礼監にあり、ことあるごとに成化帝の前で継宗を誹謗した。成化帝が「楊継宗は一銭も私物化していないのではないか」というと、張敏は恐懼して、「継宗を厚遇せよ。お上は継宗の人柄をすでに知っておられる」と張慶に手紙を出した。
- 継宗は母の死を聞くと、駅亭で荷物を役人に預け、一人の下僕を連れ、書数巻を携えるのみで帰郷した。
- 継宗が順天巡撫をつとめたとき、直隷では多くの権貴が荘田を占有しており、民衆の生業を侵奪していた。継宗は荘田を奪い返した。
- 継宗が郷試を監督したとき、二巻の答案を得て、「二子は天下の大魁というべき人物です。朝廷が人材を得たことをお慶び申し上げます」と報告した。答案の氏名を隠した部分を開けると、王華と李旻のものであった。後にこのふたりは相次いで状元となった。当時の人は継宗の鑑識眼に感服した。
- 継宗が湖広按察に着任したとき、水100斛を汲むよう命じて、庁舎を洗浄してから事務の視察にあたった。継宗は「わたしが穢れを除いてやったのだ」といった。
- 継宗が雲南巡撫として出向すると、雲南の都指揮司・布政司・按察司には古くからの僚友が多く、久闊を叙して喜びあった。継宗はその日の別れにあたって「明日からは公務なので、諸君には諒解してくださるとありがたい」といった。継宗は職務不適格として8人を弾劾した。